# Alfianello
Alfianello là một đô thị trong tỉnh tỉnh Brescia thuộc vùng Lombardia, Ý. Đô thị này có 13 diện tích km², dân số 2347 người. Các đơn vị dân cư trực thuộc là: Các đô thị giáp ranh gồm: Corte de' Frati, Milzano, Pontevico, San Gervasio Bresciano, Scandolara Ripa d'Oglio, Seniga